# جيم موريس (لاعب كمال أجسام)
جيم موريس (بالإنجليزية: Jim Morris)‏ هو لاعب كمال أجسام أمريكي، ولد في 31 أغسطس 1935 في بروكلين في الولايات المتحدة، وتوفي في 28 يناير 2016 في كاليفورنيا في الولايات المتحدة.